# مردان پرسپولیس
فیلم مردان پرسولیس یک فیلم مستند ایرانی است که در مورد قهرمانی باشگاه پرسپولیس در لیگ هفتم حرفه‌ای ایران و فراز و نشیب این تیم در اواخر آن فصل.

## داستان
این فیلم با نمایش صحنه‌هایی از اواخر بازی پرسپولیس و سپاهان آغاز می‌شود. در ادامه با برگشت به عقب به حوادث بعد بازی با استقلال اهواز می‌پردازد. در واقع داستان و روند فیلم از بازی با استقلال اهواز آغاز شده و تا جشن قهرمانی سرخپوشان و رفتن قطبی از ایران ادامه میابد. در این فیلم صحنه‌هایی نمایش داده می‌شود که بیننده را با واقعیت‌ها و اتفاقات فوتبال آشنا می‌کند.
در نهایت، این فیلم در راستای اتفاقاتی که پیرامون تیم می‌افتد و حاشیه‌هایی که توسط عوامل بیرونی و داخلی ایجاد می‌شود ساخته شده‌است. در فصلی که د رنهایت با برد در دقایق پایانی دربرابر سپاهان همراه شده و منجر به قهرمانی در دقایق اضافه می‌شود. یک قهرمانی دراماتیک و تاریخی که هوادارن پرسپولیس را به خیابان‌ها می‌کشاند و سراسر ایران را غرق در شادی می‌کند.